# 줌인 세계로 떠나자
줌인 세계로 떠나자는 2007년 5월 8일부터 2008년 11월 28일까지 SBS에서 방영된 교양프로그램이다.

## 기획 의도
세계 각국의 자연, 사람, 문화를 우리의 시각으로 해석해보는 다큐멘터리 프로그램이다.